# Äppelmossor
Äppelmossor (Bartramia) är ett släkte av bladmossor. Äppelmossorna ingår i familjen Bartramiaceae.
Enligt The Plant List ingår följande 216 arter i släktet:

- Bartramia abyssinica
- Bartramia acicularis
- Bartramia aciphylla
- Bartramia acutissima
- Bartramia adpressa
- Bartramia affinis
- Bartramia alaris
- Bartramia ambigua
- Bartramia andina
- Bartramia angularis
- Bartramia angulata
- Bartramia angusta
- Bartramia angustifolia
- Bartramia angustissima
- Bartramia aprica
- Bartramia arbusculacea
- Bartramia aristaria
- Bartramia aristifolia
- Bartramia arundinifolia
- Bartramia asperifolia
- Bartramia asperrima
- Bartramia aureola
- Bartramia aurescens
- Bartramia austro-arcuata
- Bartramia azorica
- Bartramia baeuerlenii
- Bartramia baginsensis
- Bartramia bellolioella
- Bartramia borbonica
- Bartramia brachyclada
- Bartramia brachyphylla
- Bartramia brachypus
- Bartramia breutelii
- Bartramia brevifolia
- Bartramia brevifolia
- Bartramia breviseta
- Bartramia breviseta
- Bartramia brittoniae
- Bartramia byssiformis
- Bartramia calcarea
- Bartramia campylopus
- Bartramia capensis
- Bartramia capillata
- Bartramia cespitosula
- Bartramia commutata
- Bartramia compacta
- Bartramia compacta
- Bartramia conica
- Bartramia consimilis
- Bartramia costa-ricensis
- Bartramia crassicaulis
- Bartramia crassinervia
- Bartramia crenatula
- Bartramia curta
- Bartramia curvata
- Bartramia curvirostra
- Bartramia curvula
- Bartramia cygnea
- Bartramia deciduaefolia
- Bartramia delagoae
- Bartramia didymocarpa
- Bartramia dilatata
- Bartramia dumosa
- Bartramia elegantula
- Bartramia elongata
- Bartramia erecta
- Bartramia erwinii
- Bartramia eugeniae
- Bartramia fendleri
- Bartramia filiramea
- Bartramia flaccidifolia
- Bartramia flavinervis
- Bartramia flexipes
- Bartramia fontana
- Bartramia fontanella
- Bartramia fuscescens
- Bartramia gardneri
- Bartramia gemmascens
- Bartramia gigantea
- Bartramia glabriuscula
- Bartramia glaziovii
- Bartramia gnaphalea
- Bartramia gracilescens
- Bartramia gracillima
- Bartramia guyabayana
- Bartramia halleriana
- Bartramia hampeana
- Bartramia hampeana
- Bartramia hampei
- Bartramia hansenii
- Bartramia hawaica
- Bartramia heleniana
- Bartramia helenica
- Bartramia heterophylla
- Bartramia hispida
- Bartramia humilis
- Bartramia imbricatula
- Bartramia incana
- Bartramia inconspicua
- Bartramia incrassata
- Bartramia integrifolia
- Bartramia ithyphylla
- Bartramia ithyphylla
- Bartramia ithyphylloides
- Bartramia japonica
- Bartramia jardinii
- Bartramia karsteniana
- Bartramia kilimandscharica
- Bartramia krausei
- Bartramia laevisphaera
- Bartramia leikipiae
- Bartramia leptocarpa
- Bartramia leptodontioides
- Bartramia lindigii
- Bartramia lineata
- Bartramia lonchopelma
- Bartramia longicollis
- Bartramia longifolia
- Bartramia longiseta
- Bartramia macounii
- Bartramia macrodictya
- Bartramia macroglobus
- Bartramia maderensis
- Bartramia madurensis
- Bartramia marchica
- Bartramia marionensis
- Bartramia mathewsii
- Bartramia mathewsii
- Bartramia mathildae
- Bartramia mauritiana
- Bartramia mexicana
- Bartramia microbasis
- Bartramia microstoma
- Bartramia mohriana
- Bartramia mossmaniana
- Bartramia muhlenbergii
- Bartramia nana
- Bartramia nanodendra
- Bartramia nanosubulata
- Bartramia nanothecia
- Bartramia niam-niamiae
- Bartramia nothostricta
- Bartramia obscura
- Bartramia oederiana
- Bartramia orizabana
- Bartramia osculatiana
- Bartramia papulans
- Bartramia patens
- Bartramia pechuelii
- Bartramia pellucidiretis
- Bartramia pendula
- Bartramia penicillatula
- Bartramia perigonialis
- Bartramia perpumila
- Bartramia picardae
- Bartramia pilicuspis
- Bartramia piligera
- Bartramia plicata
- Bartramia polygastrica
- Bartramia polymorpha
- Bartramia polytrichoides
- Bartramia pomangium
- Bartramia pomiformis
- Bartramia potosica
- Bartramia prabaktiana
- Bartramia pseudocryptopodium
- Bartramia pseudophilonotis
- Bartramia pseudostricta
- Bartramia pugionifolia
- Bartramia pumila
- Bartramia pungens
- Bartramia pusilla
- Bartramia pygmaeola
- Bartramia rietmanniana
- Bartramia rigida
- Bartramia robusta
- Bartramia rosea
- Bartramia roylei
- Bartramia scabrifolia
- Bartramia scariosula
- Bartramia schlumbergeri
- Bartramia scoparia
- Bartramia scorpioides
- Bartramia secundifolia
- Bartramia seriata
- Bartramia setifolia
- Bartramia simplicissima
- Bartramia sphaerica
- Bartramia sphaericarpa
- Bartramia spielhausii
- Bartramia striata
- Bartramia striatula
- Bartramia stricta
- Bartramia strictifolia
- Bartramia strictiuscula
- Bartramia strictula
- Bartramia strumosa
- Bartramia subbrevifolia
- Bartramia subithyphylla
- Bartramia submarchica
- Bartramia submniocarpa
- Bartramia subolescens
- Bartramia subsymmetrica
- Bartramia subtomentosa
- Bartramia subulata
- Bartramia sullivantii
- Bartramia tenuifolia
- Bartramia thelioides
- Bartramia thwaitesii
- Bartramia ticinensis
- Bartramia timmioides
- Bartramia tomentosa
- Bartramia tophacea
- Bartramia trichodonta
- Bartramia tricolor
- Bartramia turneriana
- Bartramia uncinata
- Bartramia vagans
- Bartramia vescoana
- Bartramia wainioi
- Bartramia webbii
- Bartramia witherheadii